# Enicospilus abessyniensis
Enicospilus abessyniensis är en stekelart som först beskrevs av Szepligeti 1907.  Enicospilus abessyniensis ingår i släktet Enicospilus och familjen brokparasitsteklar. Inga underarter finns listade i Catalogue of Life.